# 皆葉英夫
皆葉 英夫（みなば ひでお、1971年8月2日 - ）は、日本のアートデザイナー。東京都出身。有限会社デザイネイションおよび株式会社CyDesignation代表取締役社長。

## 概要
スクウェア（現スクウェア・エニックス）に入社後、『ファイナルファンタジーV』から参加し、フィールドグラフィックを担当する。その後も『ファイナルファンタジーVI』や『ファイナルファンタジーIX』でアートディレクターを担当。その他のゲームにも主に背景グラフィックを担当し、デザイナーとして多くのゲームを手掛けた。
その後、『ファイナルファンタジーXII』の制作に参加するが、制作途中の2004年10月末にスクウェア･エニックスを退社し、有限会社デザイネイションを設立。取締役に就任した。また、2012年にCygames子会社としてCyDesignationを設立。同社の代表取締役も兼務している。
坂口博信が立ち上げたミストウォーカーのゲームではキャラクターデザインなどを担当している。

### 補足
- 好きなファイナルファンタジーシリーズは『ファイナルファンタジーV』。
- 「ライバル視している相手は？」という質問にドラゴンクエストシリーズのグラフィックを手掛けた眞島真太郎を挙げている。

## 参加作品
- ファイナルファンタジーV（1992年）：フィールドグラフィック
- ファイナルファンタジーVI（1994年）：アートディレクター
- スーパーマリオRPG（1996年）：グラフィックコーディネーター
- ファイナルファンタジータクティクス（1997年）：アーティスティックスーパーバイザー
- パラサイト・イヴ（1998年）：チュートリアルグラフィック
- ファイナルファンタジーIX（2000年）：アートディレクター
- ファイナルファンタジータクティクスアドバンス（2003年）：アートディレクター
- ファイナルファンタジーXII（2006年）：アートディレクター
- ブルードラゴン（2006年）：モンスターデザイン
- ロストオデッセイ（2007年）：コンセプトアート
- ASH -ARCHAIC SEALED HEAT-（2007年）：キャラクターデザイン
- 王様物語（2009年）：キャラクターデザイン
- ファイナルファンタジーXIII-2（2011年）：キャラクターデザイン[1]
- ブレイブリーデフォルト（2012年）：背景デザイン
- グランブルーファンタジー（2014年）：キャラクターデザイン[2]
- ブレイブリーセカンド（2015年）：背景デザイン
- 幻影異聞録♯FE（2015年）：ミラージュデザイン[3]
- ゼノブレイド2（2017年）：レアブレイドデザイン
- WAR OF THE VISIONS ファイナルファンタジー ブレイブエクスヴィアス 幻影戦争（2019年）：キャラクターデザイン
- Granblue Fantasy: Relink（2024年）：キャラクターデザイン

## 画集
- Ars Minaba -皆葉英夫の「原点」たち-（2023年、KADOKAWA）